# Pandemija covida-19 v Sloveniji
Pandemija covida-19, ki je izbruhnila decembra 2019 na Kitajskem, se je v Slovenijo prvič potrjeno razširila 4. marca 2020, ko je bil odkrit prvi okuženi. Novico je sporočil takratni predsednik vlade v odstopu Marjan Šarec. Okužena oseba je v Slovenijo prišla iz Maroka preko Italije. Prvi okuženi slovenski državljan pa je bil pozitiven dan prej, 3. marca, v stik s koronavirusom je prišel na letališču v Italiji.
Epidemija je bila uradno razglašena 12. marca, naslednji dan je oblast prevzela novooblikovana vlada na čelu s premierjem Janezom Janšo in pričela sprejemati nove ukrepe za zajezitev epidemije, ki so tako kot drugod po svetu drastično omejili javno življenje v državi. Ti so uspešno omejili širjenje okužb in po več tednih z minimalnim številom novo zaznanih okužb ali brez njih je vlada z 31. majem 2020 preklicala razglasitev epidemije. Tekom maja je bila preklicana tudi večina omejitev javnega življenja. Prvi val epidemije je v Sloveniji trajal 12 tednov in terjal več kot sto življenj. Drugi val epidemije je sledil poleti, vendar je bil sprva blažji, jeseni pa so začele številke okuženih in umrlih strmo naraščati. Vlada je 18. oktobra 2020 ponovno razglasila epidemijo. Cepljenje s prvimi količinami cepiva se je začelo 27. decembra 2020, in sicer so cepivo prioritetno prejeli zaposleni v domovih starejših občanov in tamkajšnji zaposleni.

## Potek

### Predhodna testiranja
Med 7. januarjem in 3. marcem 2020 je bilo izvedenih 313 testiranj, vsa so bila negativna.

### Prvi val (spomladanski val)

#### Marec
Prvi teden
Dan po prvem potrjenem primeru, 5. marca, je bilo potrjenih pet novih primerov, od katerih sta bila dva v tesnem stiku s prvim potrjenim primerom.
6. marca so potrdili dva primera tudi v Mariboru. Oba sta zdravstvena delavca, ki sta se okužila med smučanjem v Italiji. Drugi pacient je bil zdravnik iz Metlike; tudi ta se je okužil med potovanjem v Italiji. Skupno število okuženih je na ta dan bilo 8.
7. marca so bili potrjeni še štirje primeri. Eden od bolnikov je bil v stiku z zdravnikom iz Metlike, ostali pa so se vrnili s potovanja v tujini (iz Italije, Avstrije in Španije). Vlada je prepovedala vsa javna zbiranja v zaprtih prostorih s 500 ali več ljudmi.
8. marca so potrdili še štiri primere. Ena od bolnic se je okužila na delovnem mestu v Švici in se je pred testiranjem samo-izolirala. Med novimi primeri so bili tudi trije zdravstveni delavci iz Metlike, ki so bili v stiku z okuženim zdravnikom.
Drugi teden
9. marca je bilo potrjenih še devet primerov. Eden od bolnikov se je vrnil iz Benetk, drugi je bil zdravstveni delavec, nekateri so bili v stiku z zdravnikom iz Metlike. Vlada je še bolj omejila javna zbiranja v zaprtih prostorih na dogodke s 100 ljudi ali več. Dogodki na prostem so bili omejeni na 500 obiskovalcev. Poleg tega so na letališču Jožeta Pučnika in na meji z Italijo uvedli temperaturne preglede. Visokošolske ustanove so pričele omejevati pedagoške procese.
10. marca je bilo potrjenih še devet primerov. Vlada je prepovedala vse lete iz Italije, Južne Koreje, Irana in s Kitajske, da bi preprečila nadaljnje širjenje. Kopenska meja z Italijo je bila zaprta za vse, razen za tovorni promet. Občine s primeri okužb so bile Ljubljana, Maribor, Metlika in Piran.
Slovenski minister za zdravje je 11. marca potrdil še 23 primerov. Osnovno šolo Frana Albrehta v Kamniku so zaprli za dva tedna, da bi se preprečilo širjenje virusa z učitelja, ki je bil pozitiven. O novih okužbah so poročali tudi iz Murske Sobote in Postojne.
Slovenski minister za zdravje je 12. marca potrdil še 39 primerov. O prvih primerih so poročali iz Nove Gorice in z Jesenic. Skupno je bilo okuženih 96 ljudi. Vlada je sporočila, da bodo od 16. marca naprej zaprte vse izobraževalne ustanove. Zdravstvenim delavcem so prepovedali potovanja v kritične države. Izbruh je bil uradno razglašen za epidemijo, zaradi česar je vlada aktivirala državni načrt zaščite in reševanja ob pojavu epidemije oziroma pandemije nalezljive bolezni pri ljudeh.
13. marca je vlada potrdila še 45 primerov, s čimer se je število okuženih dvignilo na 141. Največji porast okuženih primerov se je zgodil v Ljubljani. Bolnišnice so preklicale načrtovane obiske, zdravstvenim delavcem pa so prepovedali dopust in stavkanje. Zvečer ta dan je ukrepanje prevzela novoimenovana Vlada Republike Slovenije pod vodstvom premierja Janeza Janše, ki se je formirala po januarskem odstopu Marjana Šarca s položaja premierja.
14. marca je vlada potrdila še 40 primerov, s čimer se je število potrjeno okuženih povečalo na 181 (ob 5369 testiranjih). Cene varnostne opreme so bile zamrznjene, da bi se preprečila inflacija zaradi pomanjkanja ponudbe. Potrjena je bila prva smrtna žrtev in sicer starejši moški iz metliškega doma starejših občanov. Na seji kriznega štaba so sklenili, da se s 16. marcem začasno ustavi avtobusni ter železniški javni promet. Vlada je presodila, da kontaktov in virov okužb ni več mogoče izslediti, zato je opustila množično testiranje ljudi z okužbo dihal; odtlej spremlja le primere obolelih, ki potrebujejo hospitalizacijo.
15. marca je bilo ob 6156 testiranih 219 potrjenih okužb. Vlada je pripravila sklep, s katerim se zaprejo vsi gostinski lokali.
Tretji teden
16. marca je bilo ob 6712 opravljenih testih potrjenih 253 okužb. V veljavo je stopil odlok o prepovedi neposredne prodaje blaga in storitev potrošnikom, izvzete so bile le dejavnosti, kot so živilske prodajalne, lekarne, bencinski servisi, banke, pošte in kmetijske prodajalne.
17. marca opolnoči sta začela veljati odloka o prepovedi potniškega letalskega prometa (razen prevozov za humanitarne in zdravstvene namene) in prevažanja potnikov z žičnicami ali vzpenjačami ter o prepovedi izvajanja tehničnih pregledov vozil in drugih postopkov, potrebnih za registracijo vozila. Poleg tega je večina trgovskih verig v trgovinah z živili skrajšala odpiralni čas in pričela omejevati zadrževanje strank v prostorih. Uradno je bilo okuženih 275 ljudi.
18. marca je bilo ob 8730 opravljenih testih potrjenih 286 pozitivnih primerov. Vsaj po en primer okužbe je bil potrjen v 78 slovenskih občinah (36 % vseh), več kot dva primera pa sta bila potrjena v 38 občinah. Največ jih je bilo v Ljubljani (71), na drugem in tretjem mestu po okužbah pa sta bila Šmarje pri Jelšah (22) in Metlika (21). V UKC Ljubljana je bilo hospitaliziranih 18 okuženih ljudi, od tega jih je bilo pet na intenzivni terapiji. V državi je zmanjkalo zaščitnih mask, tudi tistih v državni rezervi. Medtem ko je 1,5 milijona mask obtičalo na poti iz Nemčije, pa je Aleksander Čeferin pri kitajskem poslovnežu Jacku Maju zagotovil 300 tisoč obraznih mask.
19. marca je bilo 33 novih potrjenih primerov. Tako je bilo do tega dne testiranih 9860 ljudi, od tega jih je bilo 319 okuženih. Uporabniki mobilnih storitev so prejeli tekstovno sporočilo, ki se je glasilo: »V imenu Vlade RS vas obveščamo, da zaradi epidemije bolezni COVID-19 od 20. 3. 2020 od 00:00 ure dalje velja začasna prepoved javnega zbiranja. Pomagajmo sebi in drugim. Skupaj zmoremo.«
20. marca je bilo opravljenih 10.980 testov. Od tega je bilo 341 okuženih, torej 22 novih. Opolnoči se je začela omejitev zbiranja in gibanja na javnih površinah. Dovoljeno je individualno gibanje, omejitev pa ni veljala za člane skupin gospodinjstev. Dovoljen je bil prihod in odhod na delo, opravljanje gospodarskih dejavnosti, ter varstvo in pomoč. Dovoljen je bil tudi dostop do lekarn, trgovin z živili, bencinskih črpalk, bank in pošt, ter do zdravstvenih in sanitarnih storitev.
21. marca so začele veljati spremembe odloka o prepovedi neposredne prodaje, ki je nalagal večjim trgovinam z živili odpiralni čas vsaj od 8. do 20. ure. Zaradi protestov sindikata delavcev so zapovedani odpiralni čas skrajšali do 18. ure. Ob 12.162 opravljenih testih je bilo potrjenih 383 primerov, torej 42 novih. Prve okužbe so zabeležili v občinah Sevnica in Hrastnik.
22. marca je Nacionalni inštitut za javno zdravje opravil 13.098 testov in zabeležil 31 novih primerov. Tako je vseh okuženih bilo 414. Potrjena je bila tudi nova smrtna žrtev in sicer oskrbovanka doma za starejše občane v Metliki.
Četrti teden
23. marca je v UKC Ljubljana umrl tretji okuženi z novim koronavirusom, in sicer 67-letni moški. V tem času je bilo hospitaliziranih 55 bolnikov, od njih 10 v enotah za intenzivno nego. Do tega dne je bilo sicer opravljenih 13.812 testov, pozitivnih pa je bilo 442. To pomeni, da je bilo odkritih 28 novih primerov okužbe.
Vlada je sprejela sklep o prenehanju delovanja Kriznega štaba RS za zajezitev in obvladovanje epidemije COVID-19. Z vzpostavitvijo operativnega delovanja vseh ministrstev so namreč razlogi za ustanovitev in delovanje Kriznega štaba Republike Slovenije za zajezitev in obvladovanje epidemije COVID-19 prenehali. Člani tehnične in vsebinske ekipe se integrirajo v ekipo Uprave Republike Slovenije za zaščito in reševanje, strokovna ekipa zdravstvene stroke pa se integrira v Ministrstvo za zdravje, Jelko Kacin je postal govorec vlade za obvladovanje in zajezitev krize, ki jo povzročata virus in epidemija COVID-19.
24. marca je vlada predstavila posvetovalno skupino strokovnjakov za gospodarske ukrepe pod vodstvom Mateja Lahovnika ustanovljeno 21. marca, ki jo sestavljajo Mojmir Mrak, Marko Jaklič, Janez Šušteršič, Žiga Turk, Igor Masten, Sašo Polanec, Dušan Mramor, Jure Knez, Dušan Olaj, Tomaž Štih, Ivan Simič in Ema Pogačar. Vlada se je na predlog skupine sprejela urgentni korona paket ukrepov za blaženje posledic epidemije za državljane in podjetja v vrednosti 2 milijard evrov. Med njimi je temeljni dohodek za samozaposlene v višini 70% minimalne plače, sofinanciranje plač za delavce na čakanju, vzpostavitev sistema nagrajevanja zaposlenih v kritičnih dejavnostih, upokojenci pa naj bi dobili solidarnostni dodatek k pokojnini. Ukrepi naj bi veljali do 31. maja. Do 14. ure je bilo potrjenih 480 primerov okužbe, kar je 38 več kot dan prej, potrjena pa je bila četrta smrtna žrtev, varovanka Doma upokojencev Šmarje pri Jelšah. 24. marca je bilo v omenjenem zavodu okuženih 24 stanovalcev. Premier Janez Janša je podpisal odlok o določitvi pogojev vstopa v Slovenijo iz Avstrije. Vzpostavljenih je bilo 13 kontrolnih točk na nekdanjih mejnih prehodih Gornja Radgona, Kuzma, Holmec, Karavanke, Jurij, Vič, Ljubelj, Trate, Radlje, Gederovci, Šentilj avtocesta in Šentilj magistrala ter Korensko sedlo.
Ministrstvo za zdravje je 25. marca prešlo na nov način sporočanja podatkov, saj so jih začeli zbirati od polnoči do polnoči. Tako se podatki za ta dan nanašajo na novookužene prejšnji dan in sicer so ob 16.113 testih potrdili 528 pozitivnih. Prve okužbe so bile potrjene v domovih za ostarele Preddvor in Ljubljana Vič. Potrjena je bila tudi še ena smrtna žrtev, znova v domu za ostarele Šmarje pri Jelšah. Na ta dan je bilo za bolnike s koronavirusno boleznijo na voljo 539 postelj, hospitaliziranih pa je bilo 74 bolnikov - od tega 16 v intenzivnih enotah. V nabavnem postopku je bilo več kot 300 respiratorjev, ugotovljeno pa je bilo tudi, da se virus širi že z navadnim govorom. Stroka je v nasprotju s prvotnimi nasveti, ki so trdili, da zaščitne maske zdravim ne koristijo, dejala, da je vsaka zaščita smiselna.
26. marca so potrdili, da je bilo do polnoči prejšnjega dne opravljenih 17.294 testiranj, potrjenih pa je bilo 562 okuženih oseb. Ponoči je umrl še en oskrbovanec doma starejših v Metliki, s čimer se je skupno število umrlih povzpelo na šest. Na Infekcijski kliniki se je zdravilo 41 bolnikov, od tega 11 v enoti intenzivne terapije. Predsednik republike Borut Pahor je medtem sklical izredno srečanje s predsedniki Državnega zbora, vlade in Državnega sveta. Govorili so o delovanju političnih institucij v času epidemije.
Do 27. marca je bilo ob skupno 18.369 testiranih osebah 632 okuženih, povečanje za 70 je bilo znova v veliki meri zaradi izbruhov v domovih starejših občanov Metlika in Šmarje pri Jelšah. Do tega dne je za boleznijo COVID-19 umrlo 9 ljudi. Vlada je začela obravnavo obsežnega paketa ukrepov za pomoč prizadetim.
Z novimi 1387 testi na COVID-19 je bilo 28. marca potrjenih 52 novih okužb, skupno torej 684 pozitivnih oseb. V tem času je bilo hospitaliziranih 90 okuženih, od tega 25 na intenzivni negi.
Ob večanju števila novih primerov okužbe je vlada sprejela nove ukrepe. Od 29. marca dalje je obvezno razkuževanje večstanovanjskih stavb.
Peti teden
Od 30. marca 2020 lahko v času od 8.00 do 10.00 ure nakupe opravljajo izključno ranljive skupine (npr. upokojenci, invalidi, nosečnice). Od 30. marca 2020 je tudi prepovedano gibanje izven občine stalnega ali začasnega prebivališča, na zaprtih javnih krajih pa je obvezna uporaba zaščitne maske oz. druge oblike zaščite ustnega in nosnega predela ter rokavic.
Do 31. marca 2020 so v Sloveniji na okužbo z novim koronavirusom testirali 22.474 ljudi, skupno sta bila 802 pozitivna vzorca, bilo je 46 novih primerov. V bolnišnicah je bilo 119 okuženih, od tega 28 na oddelkih intenzivne nege. Zaradi covida-19 je do 31. marca 2020 umrlo 15 ljudi. Problematično je širjenje virusa v domovih za ostarele. Na primer v ljutomerskem domu starostnikov je bilo 31. marca 2020 okuženih že 20 stanovalcev.

#### April
6. aprila je število okuženih preseglo 1000, število smrtnih žrtev pa 30.
Z 18. aprilom je vlada nekoliko sprostila odlok o prehajanju mej občin, dovoljen je bil prehod za dostop do sekundarnih nepremičnin za vzdrževanje in druga sezonska opravila ljudem, ki tam nimajo prijavljenega prebivališča.
V drugi polovici aprila je bila zagnana nacionalna raziskava o razširjenosti COVID-19, ki jo je zasnovala vlada v sodelovanju z več fakultetami ljubljanske univerze in drugimi ustanovami za oceno, kolikšen delež prebivalstva Slovenije je bil dejasnko izpostavljen novemu virusu. Sodelavci so od 21. aprila ljudem iz naključno izbranega vzorca več kot 1000 prebivalcev jemali vzorce za testiranje na prisotnost virusa in opravljali ankete o zdravstvenem stanju.
Nekatere zdravstvene ustanove po Sloveniji in drugje so kot simbol boja proti koronavirusu izobesile posebno zastavo z grbom, ki jo je oblikovalo društvo Heraldica Slovenica.
Vlada je na dopisni seji 28. aprila sprejela nove izjeme Odloka o začasni prepovedi ponujanja in prodajanja blaga in storitev potrošnikom, med katere je vključila knjižnice, galerije in muzeje (z veljavnostjo naslednji dan), od 4. maja pa tudi strežba na terasah in vrtovih gostinskih lokalov. Že prej je bilo za 4. maj napovedano tudi odprtje frizerskih in kozmetičnih salonov in prodajaln s površino manj kot 400 m², a le izven trgovskih centrov. Naslednji dan je vlada odpravila najstrožji ukrep, splošno omejitev gibanja na občino prebivališča, ki je veljal en mesec.

#### Maj
V soboto, 2. maja, po uradnih podatkih prvič od začetka pandemije ni bila potrjena nobena nova okužba (ob 500 opravljenih testih). Vlada je nekaj dni kasneje, 6. maja, objavila rezultate prve faze nacionalne raziskave o razširjenosti COVID-19: v vzorcu 1368 ljudi, ki so prostovoljno sodelovali, so odkrili 41 takih, ki so imeli v krvi protitelesa proti novemu koronavirusu, od tega dva z aktivno okužbo (od njiju en nov). Iz tega so raziskovalci ocenili, da je bilo konec aprila prekuženih med 2,1 in 4,4 % prebivalcev Slovenije. Vse sodelujoče bodo spremljali pol leta.
11. maja je znova stekel javni potniški promet v državi, ob nekaterih varnostnih ukrepih (omejitev števila potnikov na prevozno sredstvo, razkuževanje rok, nošenje obraznih mask ipd.).
Vlada je nato tri dni kasneje, 14. maja zvečer, epidemijo preklicala. Na podlagi kazalnikov za pretekla dva tedna je Nacionalni inštitut za javno zdravje ocenil, da se je širjenje virusa umirilo (efektivno reprodukcijsko število manj kot ena), kljub temu pa opozoril, da nevarnost širjenja ostaja. Tako so ostali v veljavi nekateri ukrepi, predvsem prepoved zbiranja na javnih mestih, pa tudi t. i. »protikoronski« zakoni so veljali še do konca maja. Poleg tega je bila odpravljena obvezna samoizolacija ob vstopu v Slovenijo iz držav Evropske unije (razen ob aktivnih znakih okužbe), ta ukrep je ostal za vstop iz tretjih držav.

### Drugi val (jesenski val)
Po nekajtedenskem zatišju v poletju, ko Slovenija več zaporednih dni ni odkrila niti ene nove okužbe, je v avgustu število le-teh začelo postopno naraščati. Zaradi razraščanja števila potrjenih okužb je vlada od 4. septembra 2020 dalje uvedla obvezno nošenje zaščitnih mask v zaprtih prostorih. Veljale so nekatere izjeme, med njimi mask ni bilo potrebno nositi učencem in dijakom v razredu. Sredi meseca septembra so se navodila še zaostrila; maske so postale obvezne tudi na odprtih javnih površinah, kjer se zbirajo množice oz. več ljudi, prav tako je nošnja mask postala obvezna za vse šolarje od 7. razreda osnovne šole naprej. Od ponedeljka, 21. septembra 2020, so morali po novem odloku vsi lokali vrata zapreti ob 22. uri, z možnostjo polurnega podaljšanja za kavarne, slaščičarne ipd., ter enournim podaljšanjem za restavracije.
6. oktobra je bil zabeležen dnevni rekord 300 okuženih na 3998 testiranj. 14. oktobra 2020 se je številka ob 4902 testiranih povzpela na 707, naslednji dan pa še na 745. Na seji, 14. oktobra 2020, je vlada sprejela sveženj strožjih ukrepov, ki so Slovenijo razdelili glede na okuženost po statističnih regijah. Regije, ki so v zadnjih štirinajstih dneh zabeležile več kot 140 okuženih na 100 tisoč prebivalcev, so se obarvale rdeče, manj okužene pa na oranžne. Zelenega območja v oktobru v Sloveniji ni bilo več. V rdečih regijah je bila od petka, 16. oktobra odrejena obvezna nošnja zaščitnih mask tudi na prostem, prepovedana je bila uporaba športnih objektov, zbiranja ljudi nad deset tudi zasebno, prepovedane so bile vse prireditve in verski obredi. Vlada je z odlokom od sobote, 17. oktobra, v rdečih regijah zaprla tudi vse gostinske lokale (z izjemo osebnega prevzema in dostave) in fitnes centre, prav tako je omejila delovanje frizerskih, kozmetičnih in ostalih storitvenih salonov na največ eno stranko v prostoru. Z manjšimi izjemami (služba, opravljanje gospodarske/kmetijske dejavnosti, koriščenje turističnih bonov ipd.) je bilo prepovedano prehajanje med rdečimi conami. Prebivalci oranžnih con so lahko prehajali prosto. Ob tem je bilo za območje celotne Slovenije odrejeno izobraževanje na daljavo, za vse učence višje stopnje osnovne šole in dijake, prav tako je na ta način dela prešla večina terciarnih izobraževalnih ustanov.
Na področju športa je 20. oktobra z odlokom regulirala nekatere aktivnosti: "Odlok začasno dovoljuje športno gibalno dejavnost in proces športne vadbe športnikom z nazivom olimpijskega, svetovnega, mednarodnega in perspektivnega razreda ter poklicnim športnikom, starejšim od 15 let, ki so vpisani v razvid poklicnih športnikov pri ministrstvu, pristojnemu za šport. Prav tako je športna gibalna dejavnost dovoljena, če so udeleženci člani istega gospodinjstva, pri individualnih športih ter pri športih z največ 6 udeleženci, če je pri vadbi mogoče neprekinjeno vzdrževati najmanj 3 metre medsebojne razdalje."
Na večerni dopisni seji, 18. oktobra 2020, je vlada sprejela odločitev o 30 dnevni epidemiji za vso državo z začetkom v ponedeljek, 19. oktobra 2020. Z uvedbo epidemije so pravila ostala enaka, kot so bila sprejeta 14. oktobra. Od 20. oktobra je bila uvedena še policijska ura, torej prepoved gibanja  na prostem med 21. uro in 6. uro naslednjega dne. Ob tem so bili prepovedani tudi vsi shodi in prireditve. 20. oktobra je bilo prvič odkritih več kot tisoč okužb, natančneje 1503, testirali pa so 5891 oseb. Od sobote, 24. oktobra 2020 je vlada za teden dni zaprla tudi frizerske in kozmetične salone, izobraževalne ustanove, dijaški in študentski domovi (razen za izjeme), trgovske centre (razen živilskih trgovin, trgovin s hrano za živali in gradbenim materialom), vozni red javnega prometa pa bo potekal po počitniškem razporedu. Od ponedeljka 24. oktobra so zaprli tudi vrtce, ki pa so kljub vsemu sprejeli otroke tistih staršev, ki ne morejo zagotoviti varstva. 25. oktobra 2020 je predsednik vlade Janez Janša sporočil, da bo od torka, 27. oktobra 2020 zopet uvedena omejitev gibanja na občine. Ob tem je vlada predvidela tudi trinajst izjem za prehod.
S ponedeljkom, 3. novembra 2020, je večina ukrepov ostala v veljavi za teden dni, vlada je dovolila le nekatere gradbene in vzdrževalne storitve in odprla knjižnice. Za osnovnošolce so za en teden podaljšali jesenske počitnice, srednje šole in fakultete pa so nadaljevale delo na daljavo. S petkom, 13. novembra, je vlada prepovedala vsakršno druženje z izjemo družin in članov istega gospodinjstva. 16. je sledila ustavitev javnega življenja; prenehal je delovati javni promet, skrčile so se izjeme za prehajanje meja, zaprle so se trgovine z ne nujnim blagom, šolanje se je nadaljevalo na daljavo. Dovoljeni so ostali prevozi s taksiji, prevoz sodelavcev in delavski avtobusi. S 23. novembrom je začelo veljati testiranje zdravstvenih delavcev. Ministrica za šolstvo Simona Kustec je 26. novembra izdala sklep, ki v šolskem letu 2020/2021 uvaja samo eno ocenjevalno obdobje, namesto siceršnjih dveh.
13. decembra 2020 je vlada po posvetu na Brdu pri Kranju začasno sprostila neke ukrepe. Po celi državi je pod strogimi pogoji za en teden (do vključno 23. decembra) dovolila obratovanje frizerskih salonov, čistilnic, avtopralnic in cvetličarn, po počitniškem voznem redu se je sprostil tudi javni promet. V štirih slovenskih regijah z boljšo epidemiološko sliko (Gorenjska, Osrednjeslovenska, Goriška, Obalno-kraška) so dodatno dovoljene tudi trgovine z oblačili in obutvijo (pomerjanje še vedno prepovedano), avtosaloni ter športne trgovine, prav tako je znotraj teh regij dovoljeno prehajanje občin, a le z nameščeno aplikacijo #OstaniZdrav. Če nekdo, ki bi želel preiti občino aplikacije ne bo imel, ne bo kaznovan, ampak le napoten nazaj v lastno občino. Nekaj dni prej je vlada odločila, da so za zaščito dihal sprejemljive le zaščitne maske, ne pa tudi šali in rute.
Vlada je napovedala delno sprostitev ukrepov tudi v času praznikov; od 12. ure 24. decembra do 20. ure 25. decembra je možen prehod občin in regij ter druženje šestih oseb iz največ dveh gospodinjstev, otrok do 15 let se v kvoto ne šteje. Enaka pravila bodo veljala tudi od 12. ure 31. decembra 2020 do 20. ure 1. januarja 2021. Predsednik vlade Janša je ob tem pozval, naj se tisti, ki bodo za praznike izkoristili možnost obiskov, potem za sedem dni preventivno samoizolirajo.
22. decembra se je v Ljubljani, Mariboru, Celju, Kranju, Velenju, Novem mestu, Kopru, Murski Soboti, Slovenj Gradcu, Lenartu, Novi Gorici in na Ptuju začelo testiranje s hitrimi antigenskimi testi, katerih rezultati so vidni v petnajstih minutah. Na testiranje se ni bilo potrebno prijaviti, bilo je zaznati veliko povpraševanje, zaradi česar so morali v Ljubljani odpreti dodatno enoto. Z uvedbo hitrih testov se je tudi število dnevnih testiranj opazno povzpelo. 26. decembra je v Slovenijo iz belgijske tovarne Pfizer prispelo prvih 9750 odmerkov cepiva podjetij BioNTech in Pfizer. Sprejel in pregledal jih je NIJZ ter jih uskladiščil v UKC Ljubljana. Cepljenja so se začela že naslednje jutro ob 8.30 uri.
5. januarja je vlada odprla šole in zavode s prilagojenim programom. 13. januarja 2021 je vlada za 18. januar napovedala podaljšanje epidemije za 60 dni. 18. decembra je Jelko Kacin zapustil mesto vladnega govorca, vlada ga je imenovala na mesto državnega sekretarja v kabinetu predsednika vlade, kje je zadolžen za koordinacijo množičnega cepljenja. S 25. januarjem so se ponovno odprle šole za učence prve triade, ob tem je bilo uvedeno obvezno testiranje za učitelje. 23. januarja so v Sloveniji odkrili prvi primer novega seva koronavirusa. Na seji, 3. februarja 2021, je vlada ukinila odločanje o ukrepih po posameznih regijah in odločitve prenesla na celotno državo. Z 8. februarjem je bilo doseženo sedem dnevno povprečje okužb pod 1000, s čimer je država izpolnila pogoje za prehod v oranžno fazo. 26. februarja je zdravstveni minister sporočil, da je bil v Sloveniji potrjen prvi primer južnoafriškega seva koronavirusa. Okužbo so odkrili pri državljanu iz mariborske regije, ki se je vrnil iz Afrike.
Zaradi več dvomov v tujini in ustavitvi cepjlenja, je tudi Slovenija 15. marca 2021 ustavila cepljenje s cepivom AstraZeneca. Po ponovni potrditvi varne uporabe, je država s tem cepivom nadaljevala cepljenje 19. marca 2021, ko se je z AstroZeneco cepil tudi državni vrh.

### Tretji val
Tekom meseca marca se je število okužb začelo ponovno povečevati, delno tudi zaradi širjenja bolj nalezljivih novih sevov virusa. Vlada in strokovnjaki so zato začeli govoriti o tretjem valu, zaradi katerega je bilo med 1. in 11. aprilom 2021 odrejeno popolno zaprtje države. Zaprtje države se je začelo z odlokom Vlade o določitvi pogojev vstopa v Republiko Slovenijo zaradi zajezitve in obvladovanja nalezljive bolezni COVID-19, s katerim je omejila gibanje, vstop ter izstop iz države. Odlok je na pobudo Roka Bana in družbe Bas Production, Matica Kocjančiča ter Aleša Zalarja bil s sklepom Ustavnega sodišča Republike Slovenije delno zadržan v 11. členu. Pouk se je nato nadaljeval na daljavo, zaprle so se številne nenujne trgovine in športna ter kulturna dejavnost, v gospodarstvu se je spodbujala odreditev dela na daljavo. Z vstopom v poletni čas je vlada trajanje nočne omejitve gibanja skrajšala na sedem ur, in sicer med 22. in 5. uro.
Vlada je 9. aprila sporočila, da se z 12. aprilom ponovno odpirajo šole in nekatere dejavnosti, prav tako je bil prilagojen vladni semafor sproščanja ukrepov, ki je sproščanja določenih segmentov zastavil pri višjih številkah okuženih oz. hospitaliziranih. Prav tako je vlada ukinila nočno omejitev gibanja. S prehodom večine države v oranžno fazo, je vlada 21. aprila 2021 sprostila gostinsko strežbo na terasah, v rumenih regijah tudi v notranjosti lokalov. S potrdilom o prebolelosti, cepljenosti ali negativnem testu gostov so bile omogočene tudi turistične namestitve, sproščene so bile še zadnje izobraževalne ustanove in kateheza. Pri fakultetah je vlada podala predlog, da se pouk izvaja po hibridnem modelu, kjer del študentov predavanja spremlja v živo na fakulteti, del pa na daljavo. Omogočene so bile tudi prireditve do deset ljudi, gledališke in kinematografske predstave ter ostale kulturne prireditve. Po tem, ko je Ustavno sodišče Republike Slovenije zadržalo sklep o prepovedi protestov zaradi epidemije, je vlada dovolila proteste do 100 ljudi, čez nekaj dni pa je bila številka ponovno znižana na deset.
Vlada je na seji 12. maja 2021 ugotovila izpolnjene pogoje za prehod države v rumeno fazo epidemije. S tem se je sprostila strežba tudi v notranjosti lokalov, in sicer med 5. in 22. uro. Ob tem morajo uporabniki imeti dokazilo o cepljenosti, prebolevnosti ali negativnem testu. Enaki pogoji so bili uvedeni tudi za obisk kulturnih in športnih dogodkov, pri čemer je lahko zasedenost prostorov do 50 %, če gre za dogodek stoječe narave pa mora biti zagotovljenih 10 m2 na obiskovalca. Zbira se lahko do 50 oseb. Prav tako je bilo sproščeno vračanje v šole in na fakultete.

### Kasnejše dogajanje
Do poletja je število okužb v Sloveniji močno upadlo, avgusta pa so številke začele naraščati. Šolsko leto se je začelo po modelu B. 23. avgusta 2021 je vlada odpravila brezplačno testiranje, ki je bilo od takrat naprej (razen za redke izjeme) plačljivo. S 15. septembrom 2021 je v veljavo vstopil pogoj PCT (preboleli, cepljeni, testirani), kot obveza za večino družbenega življenja. Pogoja ni bilo potrebno izpolnjevati le za obisk bolnišnice v nujnih primerih ali za nakupe v živilski trgovini (če ta ni v nakupovalnem centru), prav tako pogoj ni bil obvezen za otroke do 15. leta starosti (sprva je bila meja postavljena na 12 let, a bila zaradi šolajočih prestavljena na 15 let). Izpolnjevanje pogoja je bilo potrebno izkazovati pri vhodih, in sicer z ustreznim potrdilom oz. enotno evropsko aplikacijo. Z uvedbo obveznega pogoja je v Sloveniji močno naraslo število cepljenj, rast okužb se je začela upočasnjevati.
V oktobru je začelo število novih okužb ponovno naraščati, rekord je doživelo 3. novembra, ko je bilo zabeleženih 4511 novih okužb. Vlada je v petek, 5. septembra po seji s strokovno skupino omejila delovanje gostinskih lokalov, ki so lahko stregli le med 5. in 22. uro, in sicer le sedeče goste. Zaprle so se diskoteke, v veljavo je vstopila prepoved praznovanj, porok in druženj, razen za člane istega gospodinjstva ali ožje družinske člane. Javne prireditve so bile dovoljene le v notranjih prostorih, a z obveznim razmikom enega sedeža. Poleg spoštovanja pogoja PCT (ki se je znova razširil na starejše od 12. let) je vlada uvedla obvezno identifikacijo z osebnim dokumentom. Prej dovoljene maske iz blaga so postale neprimerne, dovoljene pa so bile kirurške in FFP2 maske. Trgovine so morale zagotavljati po deset kvadratnih metrov na obiskovalca in na vhodih označiti, koliko obiskovalcev lahko sprejmejo. Ukrepi so v veljavo vstopili s ponedeljkom, 8. novembra 2021.
Necepljeni učenci in dijaki so s 15. novembrom morali samotestiranje opravljati trikrat tedensko, vlada pa jim je zagotovila 15 brezplačnih testov mesečno.
14. decembra 2021 so v Sloveniji potrdili prvi primer različice omikron.

### Krizni štab RS
Vlada je ustanovila Krizni štab Republike Slovenije za zajezitev in obvladovanje epidemije COVID-19.  Štabu predseduje predsednik vlade Janez Janša, v njem so vsi člani vlade in operativnih služb katerim svetujejo podporne skupine, njegov sekretar je Andrej Rupnik, vodja strokovne skupine znotraj kriznega štaba je infektologinja prof. dr. Bojana Beović, koordinator laboratorijske skupine je dr. Miroslav Petrovec. Med drugim so v štabu sodelujejo tudi poveljnik Civilne zaščite RS Srečko Šestan in predsednica Zdravniške zbornice Slovenije Zdenka Čebašek-Travnik, v širši sestavi pa tudi predstavniki drugih področij, npr. guverner Banke Slovenije Boštjan Vasle. Štab velja za neformalno skupino, vse odločitve štaba formalno sprejme vlada. Štab se je prvič sestal 14. marca, za uradnega govorca kriznega štaba je bil imenovan Jelko Kacin.

### Protikoronski paketi (PKP)
Glavni članek: Protikoronski paketi (PKP)
Vlada RS je z namenom soočanja z izzivi in posledicmi epidemije v državi sprejela vrsto zakonskih svežnjev (paketov ukrepov za omilitev posledic epidemije). Do pričetka marca 2021 je bilo sprejetih 8 takšnih paketov.

### Aplikacija #OstaniZdrav
Za nadzor okužb je vlada priredila nemško aplikacijo za sledenje okužbam, ki uporabnikom sporoči, če so bili v stiku z okuženo osebo. Aplikacijo so poimenovali #OstaniZdrav, na voljo pa je bila od 17. avgusta 2020, za uporabnike iOS operacijskega sistema pa od konca avgusta. Minister za javno upravo Boštjan Koritnik, ki je bdel nad razvojem aplikacije, je dejal, da bo uporaba aplikacije prostovoljna, glede na razvoj trenda okužb pa se lahko vlada odloči tudi za obvezno uporabo. V dveh dneh si je aplikacijo na svoj pametni telefon namestilo okoli 20.000 uporabnikov. Uvedba aplikacije je, predvsem v opozicijskih vrstah, sprožila pomisleke glede varovanja zasebnosti in osebnih podatkov. Aplikaciji so voditelji nekaterih opozicijskih strank nasprotovali. S šestim protikoronskim paketom je vlada uredila povezljivost aplikacije #OstaniZdrav s tovrstnimi aplikacijami članic Evropske unije.

## Družba

### Nezaželena in lažna obvestila o testiranjih
Nekateri državljani so v času testiranj prek telefonskega sporočila ali spletne pošte prejeli obvestilo o rezultatih testiranja, čeprav se niso testirali. Vzrok za mnoga neželena SMS obvestila o negativnih rezultatih testiranja so bile administrativne napake pri beleženju kontaktnih podatkov testirancev, do katerih je prihajalo zaradi obremenjenosti osebja, zastarelosti računalniških sistemov in števila pri postopku udeleženega osebja. V primeru pozitivnega rezultata e testiranec prejel telefonski klic, SMS sporočila o negativnem rezultatu pa so bila opremljena z obvestilom, da naj pošiljatelja v primeru napake pomotni naslovnik obvesti. Nekateri državljani so prejeli tudi lažna SMS sporočila, v katerih se je pošiljatelj izdajal za Nacionalni inštitut za javno zdravje in prejemnike nagovarjal, naj na sporočilo odgovorijo.
Nekateri prejemniki takšnih obvestil so svojo izkušnjo delili na socialnih omrežjih.
Zaradi nepoenotenega pristopa izvajalcev k obveščanju testirancev je novembra 2020 vladna strokovna skupina načrtovala usklajevanje načina obveščanja testirancev.

### Javno mnenje

#### Cepljenje
Glede na izsledke javnomnenjske raziskave, ki jo je na vzorcu 527 državljanov med 13. in 15. novembrom izvedel Valicon, se je cepiti zagotovo namenilo 16 % anketirancev, verjetno 28 % anketirancev, verjetno se ne bi cepilo 31 % anketirancev, 25 % anketirancev pa se zagotovo ne bi cepilo. Cepljenju so bili najbolj naklonjeni starejši, najmanj pa mlajši. Tisti, ki so se nameravali cepiti, so za razloge označili: odgovornost do skupnosti (50 %), željo po lastni zaščiti pred okužbo (45 %), varstvo bližnjih s faktorji tveganja za hud poteg (32 %), preprečevanje preobremenjevanja zdravstvenega sistema (26 %), zaradi nasvetov stroke (26 %), visoke starosti (22 %), kronične bolezni (20 %), večjega tveganja za okužbo zaradi osebnih okoliščin (18 %), strah pred nedostopnostjo ustrezne zdravstvene oskrbe v primeru komplikacij (15 %), slabo imunost (6 %), slično stališče bližnjih (6 %) in drugo (0,2 %). Tisti, ki se niso nameravali cepiti, so kot razloge označili: začasno nezaupanje v novo cepivo (61 %), stranske učinke (41%), prepričanje o neučinkovitosti cepljenja zaradi mutacije virusa (30 %), demografsko nerizičnost (24 %), splošno nevarnost cepiv (23 %), relativno varnost COVID-19 (21 %), uporabo vitaminskih pripravkov za krepitev imunosti (17 %), zdrav življenjski slog oz. močen imunski sistem (17 %), da je "koronavirus [...] izmišljotina farmacevtske industrije (15 %), splošno neučinkovitost cepiv/cepljenja (14 %), rabo naravnih pripravkov za krepitev imunosti (12 %), odklonilno stališče bližnjih do cepljenja (6 %), kontraindikacije (5 %), strah pred okužbo s SARS-CoV-2 ob obisku zdravnika (2 %) in drugo (4 %).
Po podatkih raziskave (objavljeno v drugi polovici marca 2021), ki jo je na vzorcu 713 anketirancev izvedla Mediana, se je zagotovo nameravalo cepiti 45 % vprašanih, 32,7 % se cepiti ni nameravala, skoraj 13 % jih je bilo še neodločenih, 8,8 % pa se jih je že cepilo. Uspešnost cepljenja v Sloveniji je 38,1 % vprašanih ocenilo kot niti uspešno niti neuspešno, prek 35 % vprašanih kot neuspešno, petina pa kot upešno. Med tistimi, ki so cepljenje smatrali za neuspešno jih je za to 32,7 % krivilo vlado, 21 % neprimerno preverjenost cepiv, 11,2 % nezadostno proizvodnjo cepiv, 8 % pomankanje zaupanja v cepljenje, Evropsko komisijo pa 3,3 % vprašanih.

#### Cepiva
Glede na izsledke javnomnenjske raziskave, ki jo je na vzorcu 506 državljanov med 4. in 7. marcem 2021 izvedel Valicon, slovenska javnost najbolj zaupa cepivu Pfizer/BioNTech, nato cepivu Johnson & Johnson/Jassen, nato pa (približno enako) cepivom Moderna in AstraZeneca. Raziskava je bila izvedena pred preventivno ukinitvijo cepljenja z cepivom AstraZenece v številnih evropskih državah zaradi poročil o motnjah strjevanja krvi po cepljenju.
Po podatkih raziskave (objavljeno v drugi polovici marca 2021), ki jo je na vzorcu 713 anketirancev izvedla Mediana, se bi s cepivom AstraZeneca (kljub začasni prekinitve zaradi skrbi o varnosti) cepilo 60,5 % vprašanih.

#### Ukrepi vlade v boju s pandemijo
Po izsledkih raziskave Eurobarometer, izvedene februarja 2022, je bilo z vladnim odzivom na pandemijo zadovoljnih 32 % in nezadovoljnih 67 % Slovencev, kar je Slovenijo uvrstilo na predzadnje mesto med državami Evropske unije.

## Javnozdravstveni podatki

### Metodologija testiranja
V Sloveniji se testira le tiste bolnike, ki kažejo hujše znake okužbe in zato potrebujejo hospitalizacijo. Izjema so zdravstveni delavci in oskrbovanci v domovih za starejše. To pomeni, da uradno število potrjenih primerov ne kaže dejanske slike.
Minister za zdravje Tomaž Gantar je ocenil, da je dejanskih okužb vsaj petkrat več od uradno potrjenih, medtem ko dr. Andrej Trampuž in dr. Alojz Ihan trdita, da je ocena podcenjena.
Študije kažejo, da je le deset odstotkov primerov okužbe takšnih, da potrebujejo zdravljenje v bolnišnici. Ob upoštevanju hitrosti širjenja okužbe in časovnim zamikom simptomov bi morali uradno število potrjenih okužb pomnožiti s sto. To pomeni, da je ob 300 potrjenih primerih v resnici okuženih 30.000 ljudi.

### Statistični podatki
| Število primerov na dan | Število primerov na dan | Število primerov na dan |        | % smrti med potrjenimi primeri |
| Povprečje skupaj        | 14-dnevno povprečje     | 5-dnevno povprečje      |        | % smrti med potrjenimi primeri |
| ----------------------- | ----------------------- | ----------------------- | ------ | ------------------------------ |
| 15,73                   | 0,79                    | 1,20                    | 7,30 % |                                |

| Datum                                           | marec 2020 | marec 2020 | marec 2020 | marec 2020 | marec 2020 | marec 2020 | marec 2020 | marec 2020 | marec 2020 | marec 2020 | marec 2020 | marec 2020 | marec 2020 | marec 2020 | marec 2020 | marec 2020 | marec 2020 | marec 2020 | marec 2020 | marec 2020 | marec 2020 | marec 2020 | marec 2020 | marec 2020 | marec 2020 | marec 2020 | marec 2020 | marec 2020 |
| Datum                                           | 4          | 5          | 6          | 7          | 8          | 9          | 10         | 11         | 12         | 13         | 14         | 15         | 16         | 17         | 18         | 19         | 20         | 21         | 22         | 23         | 24         | 25         | 26         | 27         | 28         | 29         | 30         | 31         |
| ----------------------------------------------- | ---------- | ---------- | ---------- | ---------- | ---------- | ---------- | ---------- | ---------- | ---------- | ---------- | ---------- | ---------- | ---------- | ---------- | ---------- | ---------- | ---------- | ---------- | ---------- | ---------- | ---------- | ---------- | ---------- | ---------- | ---------- | ---------- | ---------- | ---------- |
| Nove okužbe                                     | 1          | 5          | 2          | 4          | 4          | 9          | 9          | 23         | 32         | 52         | 40         | 38         | 34         | 22         | 11         | 33         | 22         | 42         | 31         | 28         | 38         | 48         | 34         | 70         | 52         | 46         | 26         | 46         |
| Skupaj okužb                                    | 1          | 6          | 8          | 12         | 16         | 25         | 34         | 57         | 89         | 141        | 181        | 219        | 253        | 275        | 286        | 319        | 341        | 383        | 414        | 442        | 480        | 528        | 562        | 632        | 684        | 730        | 756        | 802        |
|                                                 |            |            |            |            |            |            |            |            |            |            |            |            |            |            |            |            |            |            |            |            |            |            |            |            |            |            |            |            |
| Nove smrti                                      | 0          | 0          | 0          | 0          | 0          | 0          | 0          | 0          | 0          | 0          | 1          | 0          | 0          | 0          | 0          | 0          | 0          | 0          | 1          | 1          | 1          | 1          | 1          | 3          | 1          | 1          | 2          | 2          |
| Skupaj smrti                                    | 0          | 0          | 0          | 0          | 0          | 0          | 0          | 0          | 0          | 0          | 1          | 1          | 1          | 1          | 1          | 1          | 1          | 1          | 2          | 3          | 4          | 5          | 6          | 9          | 10         | 11         | 13         | 15         |
| Vir: Ministrstvo za zdravje Republike Slovenije |            |            |            |            |            |            |            |            |            |            |            |            |            |            |            |            |            |            |            |            |            |            |            |            |            |            |            |            |

| Datum                                           | april 2020 | april 2020 | april 2020 | april 2020 | april 2020 | april 2020 | april 2020 | april 2020 | april 2020 | april 2020 | april 2020 | april 2020 | april 2020 | april 2020 | april 2020 | april 2020 | april 2020 | april 2020 | april 2020 | april 2020 | april 2020 | april 2020 | april 2020 | april 2020 | april 2020 | april 2020 | april 2020 | april 2020 | april 2020 | april 2020 |
| Datum                                           | 1          | 2          | 3          | 4          | 5          | 6          | 7          | 8          | 9          | 10         | 11         | 12         | 13         | 14         | 15         | 16         | 17         | 18         | 19         | 20         | 21         | 22         | 23         | 24         | 25         | 26         | 27         | 28         | 29         | 30         |
| ----------------------------------------------- | ---------- | ---------- | ---------- | ---------- | ---------- | ---------- | ---------- | ---------- | ---------- | ---------- | ---------- | ---------- | ---------- | ---------- | ---------- | ---------- | ---------- | ---------- | ---------- | ---------- | ---------- | ---------- | ---------- | ---------- | ---------- | ---------- | ---------- | ---------- | ---------- | ---------- |
| Nove okužbe                                     | 39         | 56         | 37         | 43         | 20         | 24         | 35         | 36         | 33         | 36         | 28         | 17         | 7          | 8          | 28         | 21         | 36         | 13         | 13         | 5          | 9          | 9          | 13         | 7          | 15         | 7          | 6          | 6          | 10         | 11         |
| Skupaj okužb                                    | 841        | 897        | 934        | 977        | 997        | 1021       | 1056       | 1092       | 1125       | 1161       | 1188       | 1205       | 1212       | 1220       | 1248       | 1269       | 1305       | 1318       | 1331       | 1336       | 1345       | 1354       | 1367       | 1374       | 1389       | 1396       | 1402       | 1408       | 1418       | 1429       |
|                                                 |            |            |            |            |            |            |            |            |            |            |            |            |            |            |            |            |            |            |            |            |            |            |            |            |            |            |            |            |            |            |
| Nove smrti                                      | 1          | 0          | 4          | 2          | 6          | 2          | 6          | 4          | 3          | 2          | 5          | 3          | 2          | 1          | 5          | 0          | 5          | 4          | 4          | 3          | 0          | 2          | 0          | 1          | 1          | 1          | 1          | 3          | 3          | 2          |
| Skupaj smrti                                    | 16         | 16         | 20         | 22         | 28         | 30         | 36         | 40         | 43         | 45         | 50         | 53         | 55         | 56         | 61         | 61         | 66         | 70         | 74         | 77         | 77         | 79         | 79         | 80         | 81         | 82         | 83         | 86         | 89         | 91         |
| Vir: Ministrstvo za zdravje Republike Slovenije |            |            |            |            |            |            |            |            |            |            |            |            |            |            |            |            |            |            |            |            |            |            |            |            |            |            |            |            |            |            |

| Datum                                           | maj 2020 | maj 2020 | maj 2020 | maj 2020 | maj 2020 | maj 2020 | maj 2020 | maj 2020 | maj 2020 | maj 2020 | maj 2020 | maj 2020 | maj 2020 | maj 2020 | maj 2020 | maj 2020 | maj 2020 | maj 2020 | maj 2020 | maj 2020 | maj 2020 | maj 2020 | maj 2020 | maj 2020 | maj 2020 | maj 2020 | maj 2020 | maj 2020 | maj 2020 | maj 2020 | maj 2020 |
| Datum                                           | 1        | 2        | 3        | 4        | 5        | 6        | 7        | 8        | 9        | 10       | 11       | 12       | 13       | 14       | 15       | 16       | 17       | 18       | 19       | 20       | 21       | 22       | 23       | 24       | 25       | 26       | 27       | 28       | 29       | 30       | 31       |
| ----------------------------------------------- | -------- | -------- | -------- | -------- | -------- | -------- | -------- | -------- | -------- | -------- | -------- | -------- | -------- | -------- | -------- | -------- | -------- | -------- | -------- | -------- | -------- | -------- | -------- | -------- | -------- | -------- | -------- | -------- | -------- | -------- | -------- |
| Nove okužbe                                     | 5        | 5        | 0        | 0        | 6        | 3        | 1        | 1        | 4        | 3        | 3        | 1        | 2        | 1        | 1        | 0        | 1        | 0        | 1        | 1        | 0        | 0        | 0        | 0        | 1        | 0        |          |          |          |          |          |
| Skupaj okužb                                    | 1434     | 1439     | 1439     | 1439     | 1445     | 1448     | 1449     | 1450     | 1454     | 1457     | 1460     | 1461     | 1463     | 1464     | 1465     | 1465     | 1466     | 1466     | 1467     | 1468     | 1468     | 1468     | 1468     | 1468     | 1469     | 1469     |          |          |          |          |          |
|                                                 |          |          |          |          |          |          |          |          |          |          |          |          |          |          |          |          |          |          |          |          |          |          |          |          |          |          |          |          |          |          |          |
| Nove smrti                                      | 2        | 1        | 2        | 1        | 1        | 1        | 0        | 1        | 1        | 1        | 0        | 0        | 1        | 0        | 0        | 0        | 1        | 0        | 0        | 0        | 1        | 0        | 0        | 1        | 0        | 1        |          |          |          |          |          |
| Skupaj smrti                                    | 93       | 94       | 96       | 97       | 98       | 99       | 99       | 100      | 101      | 102      | 102      | 102      | 103      | 103      | 103      | 103      | 104      | 104      | 104      | 104      | 105      | 105      | 105      | 106      | 106      | 107      | 107      | 107      | 107      | 107      | 107      |
| Vir: Ministrstvo za zdravje Republike Slovenije |          |          |          |          |          |          |          |          |          |          |          |          |          |          |          |          |          |          |          |          |          |          |          |          |          |          |          |          |          |          |          |

| Datum                                           | Junij 2020 | Junij 2020 | Junij 2020 | Junij 2020 | Junij 2020 | Junij 2020 | Junij 2020 | Junij 2020 | Junij 2020 | Junij 2020 | Junij 2020 | Junij 2020 | Junij 2020 | Junij 2020 | Junij 2020 | Junij 2020 | Junij 2020 | Junij 2020 | Junij 2020 | Junij 2020 | Junij 2020 | Junij 2020 | Junij 2020 | Junij 2020 | Junij 2020 | Junij 2020 | Junij 2020 | Junij 2020 | Junij 2020 | Junij 2020 |
| Datum                                           | 1          | 2          | 3          | 4          | 5          | 6          | 7          | 8          | 9          | 10         | 11         | 12         | 13         | 14         | 15         | 16         | 17         | 18         | 19         | 20         | 21         | 22         | 23         | 24         | 25         | 26         | 27         | 28         | 29         | 30         |
| ----------------------------------------------- | ---------- | ---------- | ---------- | ---------- | ---------- | ---------- | ---------- | ---------- | ---------- | ---------- | ---------- | ---------- | ---------- | ---------- | ---------- | ---------- | ---------- | ---------- | ---------- | ---------- | ---------- | ---------- | ---------- | ---------- | ---------- | ---------- | ---------- | ---------- | ---------- | ---------- |
| Nove okužbe                                     | 0          | 2          | 2          | 0          | 2          | 5          | 1          | 0          | 1          | 2          | 0          |            |            |            |            |            |            |            |            |            |            |            |            |            |            |            |            |            |            |            |
| Skupaj okužb                                    | 1473       | 1475       | 1477       | 1477       | 1479       | 1484       | 1485       | 1485       | 1486       | 1488       | 1488       |            |            |            |            |            |            |            |            |            |            |            |            |            |            |            |            |            |            |            |
|                                                 |            |            |            |            |            |            |            |            |            |            |            |            |            |            |            |            |            |            |            |            |            |            |            |            |            |            |            |            |            |            |
| Nove smrti                                      | 1          | 0          | 0          | 0          | 0          | 0          | 0          | 0          | 0          | 0          | 0          |            |            |            |            |            |            |            |            |            |            |            |            |            |            |            |            |            |            |            |
| Skupaj smrti                                    | 108        | 108        | 108        | 108        | 108        | 108        | 108        | 108        | 108        | 108        | 108        |            |            |            |            |            |            |            |            |            |            |            |            |            |            |            |            |            |            |            |
| Vir: Ministrstvo za zdravje Republike Slovenije |            |            |            |            |            |            |            |            |            |            |            |            |            |            |            |            |            |            |            |            |            |            |            |            |            |            |            |            |            |            |

#### Število okužb(od druge razglasitve epidemije)
| Dan           | 19.     | 20.     | 21.     | 22.     | 23.     | 24.     | 25.     | 26.     | 27.     | 28.     | 29.     | 30.     | 31.     |
| ------------- | ------- | ------- | ------- | ------- | ------- | ------- | ------- | ------- | ------- | ------- | ------- | ------- | ------- |
| Novih okužb   | 794     | 1503    | 1663    | 1656    | 1963    | 1675    | 1115    | 1499    | 2605    | 2488    | 1798    | 1796    | 1342    |
| Št. testiranj | 4326    | 5891    | 6215    | 6745    | 7025    | 5776    | 3682    | 5756    | 7471    | 7202    | 6368    | 6710    | 4807    |
| Sklic         | [ 142 ] | [ 143 ] | [ 144 ] | [ 145 ] | [ 146 ] | [ 147 ] | [ 148 ] | [ 149 ] | [ 150 ] | [ 151 ] | [ 152 ] | [ 153 ] | [ 154 ] |

| Dan           | 1.      | 2.      | 3.      | 4.      | 5.      | 6.      | 7.      | 8.      | 9.      | 10.     | 11.     | 12.     | 13.     | 14.     | 15.     | 16.     | 17.     | 18.     | 19.     | 20.     | 21.     | 22.     | 23.     | 24.     | 25.     | 26.     | 27.     | 28.     | 29.     | 30.     |
| ------------- | ------- | ------- | ------- | ------- | ------- | ------- | ------- | ------- | ------- | ------- | ------- | ------- | ------- | ------- | ------- | ------- | ------- | ------- | ------- | ------- | ------- | ------- | ------- | ------- | ------- | ------- | ------- | ------- | ------- | ------- |
| Novih okužb   | 557     | 1176    | 2027    | 1685    | 1564    | 1612    | 889     | 464     | 1084    | 2217    | 1925    | 1508    | 1731    | 920     | 501     | 1388    | 2013    | 2064    | 1546    | 1690    | 1024    | 470     | 1302    | 2226    | 1767    | 1609    | 1591    | 1106    | 428     | 1292    |
| Št. testiranj | 2244    | 4587    | 6311    | 5991    | 5895    | 6340    | 3918    | 2063    | 4457    | 7515    | 6767    | 5762    | 6675    | 3563    | 1792    | 5326    | 6813    | 6806    | 5673    | 6580    | 3432    | 1742    | 5596    | 8063    | 7391    | 6587    | 6938    | 3644    | 1880    | 5868    |
| Sklic         | [ 155 ] | [ 156 ] | [ 157 ] | [ 158 ] | [ 159 ] | [ 160 ] | [ 161 ] | [ 162 ] | [ 163 ] | [ 164 ] | [ 165 ] | [ 166 ] | [ 167 ] | [ 168 ] | [ 169 ] | [ 170 ] | [ 171 ] | [ 172 ] | [ 173 ] | [ 174 ] | [ 175 ] | [ 176 ] | [ 177 ] | [ 178 ] | [ 179 ] | [ 180 ] | [ 181 ] | [ 182 ] | [ 183 ] | [ 184 ] |

| Dan           | 1.      | 2.      | 3.      | 4.      | 5.      | 6.      | 7.      | 8.      | 9.      | 10.     | 11.     | 12.     | 13.     | 14.     | 15.     | 16.     | 17.     | 18.     | 19.     | 20.     | 21.     | 22.     | 23.     | 24.     | 25.     | 26.     | 27.     | 28.     | 29.     | 30.     | 31.     |
| ------------- | ------- | ------- | ------- | ------- | ------- | ------- | ------- | ------- | ------- | ------- | ------- | ------- | ------- | ------- | ------- | ------- | ------- | ------- | ------- | ------- | ------- | ------- | ------- | ------- | ------- | ------- | ------- | ------- | ------- | ------- | ------- |
| Novih okužb   | 2429    | 1771    | 1784    | 1636    | 1030    | 480     | 1627    | 2139    | 1830    | 1813    | 1744    | 830     | 431     | 1523    | 2107    | 1642    | 1512    | 1427    | 884     | 395     | 1474    | 2129    | 2040    | 1783    | 365     | 614     | 517     | 1957    | 2410    | 2412    | 1752    |
| Št. testiranj | 7178    | 6604    | 6853    | 6344    | 3744    | 1751    | 6158    | 7003    | 6410    | 6453    | 6127    | 2648    | 1679    | 5634    | 6579    | 6350    | 5862    | 5600    | 2646    | 1446    | 5763    | 10593   | 14098   | 12423   | 1461    | 2438    | 1976    | 10750   | 13166   | 14383   | 8914    |
| Sklic         | [ 185 ] | [ 186 ] | [ 187 ] | [ 188 ] | [ 189 ] | [ 190 ] | [ 191 ] | [ 192 ] | [ 193 ] | [ 194 ] | [ 195 ] | [ 196 ] | [ 197 ] | [ 198 ] | [ 199 ] | [ 200 ] | [ 201 ] | [ 202 ] | [ 203 ] | [ 204 ] | [ 205 ] | [ 206 ] | [ 207 ] | [ 208 ] | [ 209 ] | [ 210 ] | [ 211 ] | [ 212 ] | [ 213 ] | [ 214 ] | [ 215 ] |

| Dan           | 1.      | 2.      | 3.      | 4.      | 5.     | 6.     | 7.     | 8.     | 9.     | 10.    | 11.    | 12.    | 13.     | 14.    | 15.    | 16.    | 17.    | 18.    | 19.    | 20.    | 21.    | 22.    | 23.     | 24.     | 25.    | 26.    | 27.    | 28.     | 29.     | 30.    | 31.    |
| ------------- | ------- | ------- | ------- | ------- | ------ | ------ | ------ | ------ | ------ | ------ | ------ | ------ | ------- | ------ | ------ | ------ | ------ | ------ | ------ | ------ | ------ | ------ | ------- | ------- | ------ | ------ | ------ | ------- | ------- | ------ | ------ |
| Novih okužb   | 388     | 725     | 744     | 2501    | 1177   | 2663   | 2045   | 1843   | 752    | 426    | 1860   | 2092   | 1767    | 1478   | 1523   | 569    | 293    | 1690   | 1698   | 1445   | 1439   | 1506   | 537     | 293     | 1652   | 1850   | 1516   | 1294    | 1290    |        | 353    |
| Št. testiranj | 1591    | 2694    | 2671    | 23497   | 22194  | 18280  | 14718  | 13069  | 5161   | 2200   | 13967  | 11943  | 11494   | 11218  | 10553  | 3067   | 1769   | 14010  | 11308  | 11599  | 11149  | 11950  | 2975    | 2734    | 35092  | 15946  | 13597  | 12033   | 12793   |        | 4684   |
| Sklic         | [ 216 ] | [ 217 ] | [ 218 ] | [ 219 ] | [ 96 ] | [ 96 ] | [ 96 ] | [ 96 ] | [ 96 ] | [ 96 ] | [ 96 ] | [ 96 ] | [ 220 ] | [ 96 ] | [ 96 ] | [ 96 ] | [ 96 ] | [ 96 ] | [ 96 ] | [ 96 ] | [ 96 ] | [ 96 ] | [ 102 ] | [ 221 ] | [ 96 ] | [ 96 ] | [ 96 ] | [ 222 ] | [ 223 ] | [ 96 ] | [ 96 ] |

| Dan           | 1.     | 2.      | 3.     | 4.      | 5.      | 6.      | 7.     | 8.      | 9.      | 10.     | 11.     | 12.     | 13.     | 14.     | 15.     | 16.     | 17.     | 18.     | 19.     | 20.     | 21.     | 22.     | 23.     | 24.     | 25.     | 26.     | 27.     | 28.     |
| ------------- | ------ | ------- | ------ | ------- | ------- | ------- | ------ | ------- | ------- | ------- | ------- | ------- | ------- | ------- | ------- | ------- | ------- | ------- | ------- | ------- | ------- | ------- | ------- | ------- | ------- | ------- | ------- | ------- |
| Novih okužb   | 1619   | 1560    | 1267   | 959     | 990     | 498     | 304    | 357     | 1439    | 1385    | 1055    | 1005    | 329     | 224     | 740     | 1097    | 872     | 910     | 956     | 416     | 247     | 899     | 1089    | 852     | 912     | 948     | 451     | 243     |
| Št. testiranj | 37299  | 15946   | 14545  | 12904   | 17264   | 5367    | 3831   | 11253   | 44504   | 26270   | 23649   | 23097   | 1848    | 1274    | 4402    | 5115    | 4271    | 4566    | 4397    | 2067    | 1428    | 4369    | 5316    | 4565    | 4484    | 4861    | 2611    | 1451    |
| Sklic         | [ 96 ] | [ 224 ] | [ 96 ] | [ 225 ] | [ 226 ] | [ 227 ] | [ 96 ] | [ 103 ] | [ 228 ] | [ 229 ] | [ 230 ] | [ 231 ] | [ 231 ] | [ 232 ] | [ 233 ] | [ 234 ] | [ 235 ] | [ 236 ] | [ 237 ] | [ 238 ] | [ 239 ] | [ 240 ] | [ 241 ] | [ 242 ] | [ 243 ] | [ 244 ] | [ 245 ] | [ 246 ] |

| Dan           | 1.      | 2.      | 3.      | 4.      |
| ------------- | ------- | ------- | ------- | ------- |
| Novih okužb   | 729     | 1209    | 1019    | 881     |
| Št. testiranj | 4487    | 6.212   | 5822    | 5435    |
| Sklic         | [ 247 ] | [ 248 ] | [ 249 ] | [ 250 ] |

| Regija               | Primerov |
| -------------------- | -------- |
| Gorenjska            | 83       |
| Goriška              | 22       |
| JV Slovenija         | 146      |
| Koroška              | 49       |
| Obalno-kraška        | 24       |
| Osrednjeslovenska    | 409      |
| Podravska            | 119      |
| Pomurska             | 166      |
| Posavska             | 13       |
| Primorsko-Notranjska | 31       |
| Savinjska            | 295      |
| Zasavska             | 33       |
| Tujina               | 12       |